# Castello di Aydon
Il castello di Aydon (in inglese Aydon Castle), noto anche come Aydon Hall  , è un maniero fortificato del villaggio inglese di Aydon (dintorni di Corbridge), nella contea del Northumberland (Inghilterra nord-orientale), realizzato principalmente tra la fine del XIII secolo e i primi decenni del XIV secolo.  Fu la residenza delle famiglie Gosbeck, De Raymes, Collinson, Carnaby e Blackett.
L'edificio è classificato come castello di primo grado ed è gestito dall'English Heritage. È considerato uno dei manieri inglesi del XIII secolo meglio conservati.

## Storia
La tenuta di Aydon venne menzionata per la prima volta nel 1225. La tenuta era di proprietà della famiglia Gosbeck, che realizzò probabilmente in loco una piccola residenza in legno: di tale struttura si hanno notizie sin da prima del 1300. ; in seguito, tra il 1300 e il 1305 vennero realizzate delle mura difensive.
Negli anni novanta del XIII secolo, Hugh de Gosbeck, originario del Suffolk, che aveva ereditato la tenuta di Aydon dalla madre nel 1284, la cedette ad un altro proprietario terriero sempre originario del Suffolk, Hugh de Raymes.  Il figlio di quest'ultimo, Henry de Raynes, fece ricostruire la preesisente residenza in legno a partire dal 1295.
L'anno seguente, con lo scoppio del conflitto tra Inglese e Scozzesi, De Raymes decise di fortificare l'edificio: i lavori di ristrutturazione durarono una ventina di anni. De Raymes inoltre assoldò degli uomini armati di balestra, che rispondevano ai comandi di Hugh de Gales, per proteggere la struttura dagli attacchi scozzesi:  questi però si arresero immediatamente quando giunsero gli Scozzesi nel 1315.
Il 5 dicembre 1317, il castello di Aydon venne poi conquistato dai ribelli inglesi e nuovamente attaccato nel 1346 dagli Scozzesi guidati da David II, che procurarono alla struttura seri danni.
La famiglia De Raymes abbandonò definitivamente il castello di Aydon alla fine del XIV secolo. In seguito, dopo essere stato nuovamente danneggiato dagli Scozzesi, il castello venne ceduto nel 1448 alla famiglia Carnaby.
Il castello venne poi acquistato nel 1654 pe la cifra di 653 sterline dalla famiglia Collinson e da questa ceduto a John Douglas quarantotto anni dopo per la cifra di 2.350 sterline. Successivamente, dopo un matrimonio il castello divenne di proprietà della famiglia Blackett nel 1751.
Un membro di questa famiglia, Sir Edward Blackett fece intraprendere un'opera di restauro e di riammobiliamento della struttura negli anni trenta del XIX secolo. In seguito, il castello acquisì la nome di luogo portasfortuna per via delle morti tragiche di alcuni dei suoi residenti.
Negli anni trenta del XX secolo, il castello è legato a un fatto tragico, forse leggendario, ovvero la morte in un incendio di tre bambini, componenti del nucleo familiare dei proprietari. Nel 1966, il castello di Aydon venne posto sotto la tutela del Ministero dei lavori pubblici, che intraprese un'opera di restauro della struttura.

## Architettura
Il castello si erge su uno sperone roccioso che si affaccia sulle tre sponde del fiume Cor Burn, affluente del Tyne.